# Spidskommen-slægten
Spidskommen-slægten (Cuminum) er en lille slægt med én eller ganske få arter, som er udbredt i Mellemøsten og Centralasien. Her beskrives kun den ene art, som bruges i Danmark.
| Beskrevne arter |

- Spidskommen (Cuminum cyminum)

| Andre arter |

- Cuminum aethiopicum
- Cuminum borszczowi
- Cuminum brevisetum
- Cuminum cymium
- Cuminum hispanicum
- Cuminum minutum
- Cuminum officinale
- Cuminum ramosissimum
- Cuminum regium
- Cuminum sativum
- Cuminum setifolium

## Note
1. ↑  Her omtales 12 arter, jf. Zipcodezoo.com: Cuminum Genus (engelsk), men Germplasm Resources Information Network anerkendet kun én